# The 9/11 Commission Report
The 9/11 Commission Report is een Amerikaanse film uit 2006 van The Asylum met Rhett Giles.

## Verhaal
Mike, Jack en Valeris ontvangen verontrustende berichten over een mogelijke aanslag in Amerika.

## Rolverdeling
| Acteur        | Personage |
| ------------- | --------- |
| Rhett Giles   | Mike      |
| Jeff Denton   | Jack      |
| Sarah Lieving | Valeris   |
| Marat Glazer  | Yousef    |
| Griff Furst   | Gary      |